# تشارلز إي. ديلونج
تشارلز إي. ديلونج هو دبلوماسي وسياسي أمريكي، ولد في 13 أغسطس 1832، وتوفي في 26 أكتوبر 1876 بسبب حمى التيفوئيد. انتخب عضو جمعية ولاية كاليفورنيا ‏.